# Monchy-Saint-Éloi
 Monchy-Saint-Éloi  es una población y comuna francesa, en la región de Picardía, departamento de Oise, en el distrito de Clermont y cantón de Liancourt.

## Demografía
| 832 | 928 | 1198 | 1189 | 1748 | 1889 |
| Para los censos de 1962 a 1999 la población legal corresponde a la población sin duplicidades (Fuente: INSEE [Consultar]) |     |      |      |      |      |